# Merlène (live)
 Merlène  — це сингл гурту «Noir Désir», з альбому Dies Irae, який був виданий у 1994 році лейблом Barclay.

## Композиції
1. Marlène (Live) 3:26
2. Les Ecorchés (Live) 3:38